# Huilende vrouw
Huilende vrouw is een schilderij van Rembrandt in het Detroit Institute of Arts.

## Voorstelling

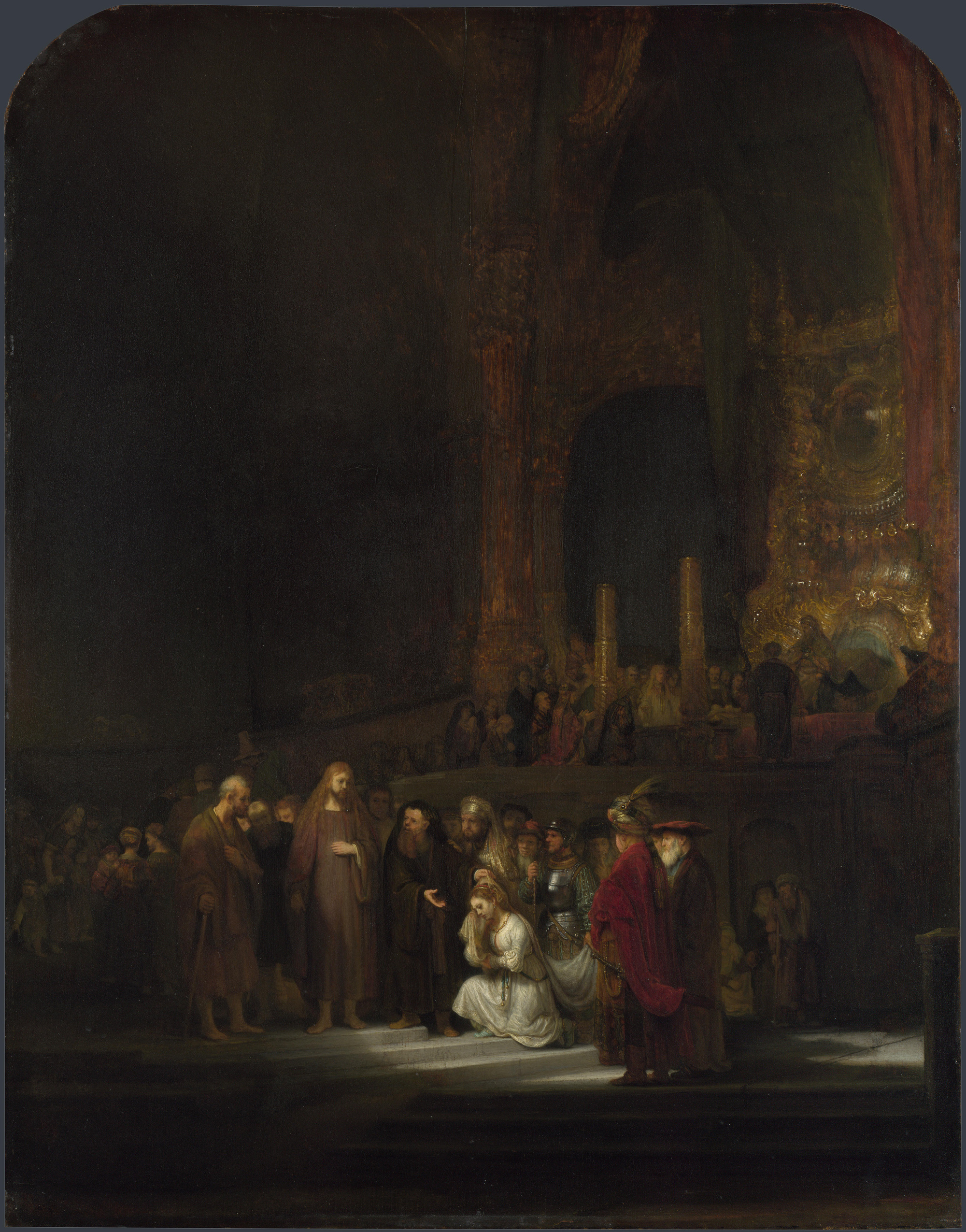
Rembrandt. Christus en de overspelige vrouw. 1644. Londen, National Gallery.

Het stelt een huilende vrouw voor ten halve lijve naar links. De vrouw komt bijna geheel overeen met de knielende vrouw op Rembrandts schilderij Christus en de overspelige vrouw in de National Gallery in Londen.

## Toeschrijving en datering
Waarschijnlijk is het paneeltje geschilderd door een van Rembrandts leerlingen al dan niet direct naar het prototype in Londen. Auteur Kurt Bauch schrijft het toe aan Carel Fabritius. Werner Sumowski noemt Samuel van Hoogstraten en Nicolaes Maes als mogelijke kandidaten. Het paneeltje is hoogstwaarschijnlijk in 1644 gemaakt in Rembrandts atelier ten tijde van het ontstaan van het prototype.

## Herkomst
Het werk is afkomstig uit de collectie Holland in Londen. Op 10 juli 1914 werd het geveild bij veilinghuis Christie's in Londen aan een zekere Smith. In 1914 was het in het bezit van F.W. Lippmann, eveneens in Londen. Tegen het jaar 1916 bevond het zich in de verzameling van Oscar Huldschinsky in Berlijn. Op 10 november 1928 werd het voor 68.000 mark geveild bij veilinghuis Cassirer en Helbing in Berlijn. Tegen het jaar 1937 bevond het zich in een Berlijnse privéverzameling. In 1938 was het in het bezit van kunsthandel Gallery F. Drey in Londen en tegen 1947 van Mevr. Hanni Seligman in New York. In 1956 werd het door kunsthandel Rosenberg and Stiebel verkocht aan het Detroit Institute of Arts.